# Биковець Михайло Миколайович
Биковець Михайло Миколайович (нар. 15 вересня 1894, с. Бірки, Зіньківський район, Полтавська область — 24 жовтня 1937) — український письменник, літературний критик, педагог, громадський діяч, журналіст доби Розстріляного відродження. 
Народився, ймовірно, у родині фельдшера. За його словами, здобув середню освіту, закінчивши у 1917 році Миргородську чоловічу гімназію. Вчителював, входив до складу земельного комітету в рідному селі, а у 1918-1920 роках працював інспектором Миргородського союзу споживчих товарів, де відповідав за організацію книжкової торгівлі. У 1920-х працював членом колегії Зіньківського повітового відділу народної освіти, інспектором губернського відділу соціального виховання, а потім – головним інспектором відділу охорони дитинства Головсоцвиху Наркомосу в Харкові.
У 1925 р.  переходить на роботу в Держвидав України, працює саме у відділі дитячої книги. У цей період він стає автором і упорядником збірників статей різного спрямування «За дитячу книжку і кінофільм» (1926), «Селянський календар» (1928), «Отак-то тепер» (X., 1930).
В часи сталінського терору репресований та розстріляний. Заарештували Михайла Биковця у Харкові 24 серпня 1937 року на підставі телеграфного розпорядження ІІІ відділу УДБ НКВС УРСР, а вже на початку вересня він був доставлений до Києва у  Лук’янівську в’язницю. Первісно співробітники НКВС звинувачували письменника у шпигунстві на користь іноземної розвідки, але згодом вирішили долучити його до т.зв. контрреволюційної націоналістичної терористичної організації, створеної Остапом Вишнею. Розстріляли Михайла Биковця у Києві 24 жовтня 1937 року за вироком виїзної сесії Військової Колегії Верховного Суду СРСР . 
У багатьох енциклопедичних виданнях, як правило, відсутня ця інформація, або помилково зазначається Харків як місце розстрілу. Проте факт підтверджується документами, а ймовірним місцем поховання Михайла Биковця став Биківнянський ліс на околиці Києва. Реабілітований Михайло Биковець у 1992 році, його архівно-кримінальна справа розсекречена у 2011 році.